# Campeonato de Fútbol del Guayas 1960
El Campeonato de Fútbol del Guayas de 1960 o más conocido como la Copa de Guayaquil 1960 fue la 10ª edición de los campeonatos semiprofesionales del Guayas, dicho torneo fue organizado por la Asoguayas, además este torneo sirvió como clasificatorio para el Campeonato Ecuatoriano de Fútbol 1960, ya que ambas asociaciones profesionales de fútbol AFNA como ASOGUAYAS se dieron las pases y volvería a jugarse el campeonato nacional que en los dos años anteriores no se disputó por disputas entre ambas asociaciones hay un caso especial tras la finalización del cuadrangular final los equipos de Everest y el Emelec habían igualado en puntos se debió haber jugado una final, pero debido a la aproximación del Campeonato Ecuatoriano de Fútbol 1960 se decidió que el Everest fuera el campeón por medio de la tabla acumulada.
El Everest se coronó como campeón por primera vez del profesionalismo mientras que el Emelec obtendría su segundo subcampeonato. 

## Formato del Torneo
El campeonato de Guayaquil se jugará con el formato de 2 etapas y será de la siguiente manera:
Primera Etapa
En la Primera Etapa se jugará un todos contra todos en encuentros de ida y vuelta los 4 primeros equipos logran clasificarse al cuadrangular final para definir al campeón de la temporada y clasificarán para el Campeonato Ecuatoriano de Fútbol 1960 y en el caso del descenso será el equipo que haya obtenido menos puntos en toda la temporada.
Segunda Etapa (Cuadrangular final)
Se jugaría un cuadrangular con los 4 equipos clasificados en la 1ª fase en encuentros de ida, el equipo que haya obtenido la mayor cantidad de puntos se proclamará como el nuevo campeón en caso de igualdad en puntos se definirá una final en doble partido además tendrá el mérito especial de este sistema fue que los equipos acumularon para la segunda el puntaje obtenido en la primera etapa.

## Equipos
| Equipo       | Ciudad    | Estadio         | Capacidad |
| ------------ | --------- | --------------- | --------- |
| Barcelona    | Guayaquil | Alberto Spencer | 42.000    |
| Emelec       | Guayaquil | Alberto Spencer | 42.000    |
| Panamá S.C.  | Guayaquil | Alberto Spencer | 42.000    |
| Patria       | Guayaquil | Alberto Spencer | 42.000    |
| 9 de Octubre | Guayaquil | Alberto Spencer | 42.000    |
| Everest      | Guayaquil | Alberto Spencer | 42.000    |
| Aduana       | Guayaquil | Alberto Spencer | 42.000    |
| LDU          | Guayaquil | Alberto Spencer | 42.000    |

## Primera Etapa

### Partidos y resultados
| Fecha 1             | Fecha 1   | Fecha 1          |
| Equipo Local        | Resultado | Equipo Visitante |
| ------------------- | --------- | ---------------- |
| Barcelona           | 0-2       | 9 de Octubre     |
| Autoridad Portiaria | 0-1       | Everest          |
| Panamá              | 0-1       | LDU(G)           |
| Patria              | 1-1       | Emelec           |

| Fecha 2      | Fecha 2   | Fecha 2          |
| Equipo Local | Resultado | Equipo Visitante |
| ------------ | --------- | ---------------- |
| Barcelona    | 2-1       | Aduana           |
| Emelec       | 4-1       | Panamá           |
| Patria       | 2-0       | LDU(G)           |
| Everest      | 1-0       | 9 de Octubre     |

| Fecha 3      | Fecha 3   | Fecha 3          |
| Equipo Local | Resultado | Equipo Visitante |
| ------------ | --------- | ---------------- |
| Barcelona    | 0-0       | Everest          |
| 9 de Octubre | 5-3       | LDU(G)           |
| Panamá       | 2-1       | Patria           |
| Emelec       | 2-0       | Aduana           |

| Fecha 4      | Fecha 4   | Fecha 4          |
| Equipo Local | Resultado | Equipo Visitante |
| ------------ | --------- | ---------------- |
| Emelec       | 1-3       | Barcelona        |
| Aduana       | 0-4       | Patria           |
| Everest      | 4-0       | LDU(G)           |
| 9 de Octubre | 3-0       | Panamá           |

| Fecha 5      | Fecha 5   | Fecha 5          |
| Equipo Local | Resultado | Equipo Visitante |
| ------------ | --------- | ---------------- |
| Barcelona    | 1-0       | Panamá           |
| LDU(G)       | 2-3       | Emelec           |
| Patria       | 3-2       | Everest          |
| Aduana       | 2-2       | 9 de Octubre     |

| Fecha 6      | Fecha 6   | Fecha 6          |
| Equipo Local | Resultado | Equipo Visitante |
| ------------ | --------- | ---------------- |
| Emelec       | 4-1       | 9 de Octubre     |
| Patria       | 1-1       | Barcelona        |
| Everest      | 1-2       | Panamá           |
| LDU(G)       | 1-2       | Aduana           |

| Fecha 7      | Fecha 7   | Fecha 7          |
| Equipo Local | Resultado | Equipo Visitante |
| ------------ | --------- | ---------------- |
| Barcelona    | 2-0       | LDU(G)           |
| Everest      | 0-4       | Emelec           |
| Patria       | 0-0       | 9 de Octubre     |
| Panamá       | 1-2       | Aduana           |

| Fecha 8      | Fecha 8   | Fecha 8          |
| Equipo Local | Resultado | Equipo Visitante |
| ------------ | --------- | ---------------- |
| Emelec       | 1-0       | Patria           |
| LDU(G)       | 2-3       | Panamá           |
| 9 de Octubre | 1-1       | Barcelona        |
| Everest      | 0-0       | Aduana           |

| Fecha 9      | Fecha 9   | Fecha 9          |
| Equipo Local | Resultado | Equipo Visitante |
| ------------ | --------- | ---------------- |
| Aduana       | 0-3       | Barcelona        |
| Panamá       | 0-2       | Emelec           |
| LDU(G)       | 2-2       | Patria           |
| 9 de Octubre | 0-1       | Everest          |

| Fecha 10     | Fecha 10  | Fecha 10         |
| Equipo Local | Resultado | Equipo Visitante |
| ------------ | --------- | ---------------- |
| Patria       | 1-0       | Panamá           |
| Everest      | 1-2       | Barcelona        |
| Aduana       | 1-1       | Emelec           |
| LDU(G)       | 1-0       | 9 de Octubre     |

| Fecha 11     | Fecha 11  | Fecha 11         |
| Equipo Local | Resultado | Equipo Visitante |
| ------------ | --------- | ---------------- |
| Barcelona    | 3-1       | Emelec           |
| Patria       | 0-0       | Aduana           |
| LDU(G)       | 0-5       | Eeverest         |
| panamá       | 2-2       | 9 de Octubre     |

| Fecha 12     | Fecha 12  | Fecha 12         |
| Equipo Local | Resultado | Equipo Visitante |
| ------------ | --------- | ---------------- |
| Emelec       | 2-0       | LDU(G)           |
| Everest      | 2-0       | Patria           |
| Panamá       | 1-1       | Barcelona        |
| 9 de Octubre | 0-0       | Aduana           |

| Fecha 13     | Fecha 13  | Fecha 13         |
| Equipo Local | Resultado | Equipo Visitante |
| ------------ | --------- | ---------------- |
| 9 de Octubre | 0-2       | Emelec           |
| Barcelona    | 2-4       | Patria           |
| Panamá       | 3-7       | Everest          |
| Aduana       | 1-3       | LDU(G)           |

| Fecha 14     | Fecha 14  | Fecha 14         |
| Equipo Local | Resultado | Equipo Visitante |
| ------------ | --------- | ---------------- |
| LDU(G)       | 1-0       | Barcelona        |
| Emelec       | 0-3       | Everest          |
| Aduana       | 1-2       | Panamá           |
| 9 de Octubre | 0-0       | Patria           |

### Tabla de posiciones
| Pos | Equipo       | Pts | PJ | PG | PE | PP | GF | GC | Dif |
| --- | ------------ | --- | -- | -- | -- | -- | -- | -- | --- |
| 1º  | Emelec       | 20  | 14 | 9  | 2  | 3  | 25 | 15 | +10 |
| 2º  | Barcelona    | 18  | 14 | 7  | 4  | 3  | 21 | 14 | +7  |
| 3º  | Everest      | 18  | 14 | 8  | 2  | 4  | 18 | 13 | +5  |
| 4º  | Patria       | 16  | 14 | 5  | 6  | 3  | 19 | 13 | +6  |
| 5º  | 9 de Octubre | 12  | 14 | 3  | 6  | 5  | 16 | 17 | -1  |
| 6º  | Panamá       | 10  | 14 | 4  | 2  | 8  | 17 | 29 | -12 |
| 7º  | LDU          | 10  | 14 | 4  | 2  | 5  | 17 | 31 | -14 |
| 8º  | Aduana       | 8   | 14 | 1  | 6  | 7  | 10 | 23 | -13 |

 Pts=Puntos; PJ=Partidos jugados; G=Partidos ganados; E=Partidos empatados; P=Partidos perdidos; GF=Goles a favor; GC=Goles en contra; Dif=Diferencia de gol
|  | Clasificado al cuadrangular final y para el Campeonato Ecuatoriano de Fútbol 1960. |
|  | Descendió a Serie B.                                                               |

## Cuadrangular Final
En el cuadrangular final se jugará a una sola vuelta los cuatro equipos clasificados que definirán al campeón y subcampeón además dichos equipos jugarán el Campeonato Ecuatoriano de Fútbol 1960.

### Partidos y resultados
| Fecha 1      | Fecha 1   | Fecha 1          |
| Equipo Local | Resultado | Equipo Visitante |
| ------------ | --------- | ---------------- |
| Everest      | 3-2       | Barcelona        |
| Emelec       | 3-1       | Patria           |

| Fecha 2      | Fecha 2   | Fecha 2          |
| Equipo Local | Resultado | Equipo Visitante |
| ------------ | --------- | ---------------- |
| Barcelona    | 1-0       | Emelec           |
| Everest      | 1-0       | Patria           |

| Fecha 3      | Fecha 3   | Fecha 3          |
| Equipo Local | Resultado | Equipo Visitante |
| ------------ | --------- | ---------------- |
| Patria       | 1-1       | Barcelona        |
| Everest      | 4-0       | Emelec           |

#### Tabla de posiciones
| Pos | Equipo    | Pts | PJ | PG | PE | PP | GF | GC | Dif |
| --- | --------- | --- | -- | -- | -- | -- | -- | -- | --- |
| 1º  | Everest   | 24  | 17 | 11 | 2  | 4  | 32 | 18 | +14 |
| 2º  | Emelec    | 24  | 17 | 11 | 2  | 4  | 33 | 20 | +13 |
| 3º  | Barcelona | 21  | 17 | 8  | 5  | 4  | 25 | 18 | +7  |
| 4º  | Patria    | 17  | 17 | 5  | 7  | 5  | 21 | 18 | +3  |

 Pts=Puntos; PJ=Partidos jugados; G=Partidos ganados; E=Partidos empatados; P=Partidos perdidos; GF=Goles a favor; GC=Goles en contra; Dif=Diferencia de gol
|  | Campeón, clasificado para la Campeonato Ecuatoriano de Fútbol 1960.    |
|  | Subcampeón, clasificado para la Campeonato Ecuatoriano de Fútbol 1960. |
|  | Clasificado para el Campeonato Ecuatoriano de Fútbol 1960.             |

### Campeón
|                   |
| Everest 1º Título |